# Matsumoto Shun’ichi
Matsumoto Shun’ichi (jap. 松本 俊一; * 7. Juni 1897 in Taiwan; † 25. Januar 1987) war ein japanischer Diplomat und Abgeordneter.

## Werdegang
Matsumoto, Absolvent der rechtswissenschaftlichen Fakultät der Kaiserlichen Universität Tokio, wurde nach seinem Abschluss Beamter im Außenministerium. 1942 wurde er unter dem Kabinett von Tōjō Hideki beamteter Staatssekretär im Außenministerium (engl. stellvertretender Außenminister) und von November 1944 bis zur Übernahme der Kontrolle in dem Gebiet im März 1945 japanischer Botschafter in Französisch-Indochina. 1945 kehrte er in das Amt des stellvertretenden Außenministers zurück und trat vor dem Hintergrund der sich abzeichnenden Niederlage Japans im Zweiten Weltkrieg für die Annahme der Potsdamer Erklärung ein.
Nach Kriegsende und Wiederaufnahme diplomatischer Beziehungen war er von 1952 bis 1955 der erste Botschafter Japans in Großbritannien. 1956 nahm er unter Premierminister Hatoyama Ichirō an den Verhandlungen zwischen Japan und der Sowjetunion zur Aufnahme diplomatischer Beziehungen teil.
1955 wurde er für die Demokratische Partei Japans im viermandatigen Wahlkreis Hiroshima 2 ins Shūgiin, das Unterhaus des nationalen Parlaments gewählt. Im 2. Kabinett Kishi war er stellvertretender Leiter des Kabinettssekretariats. Nach seiner Abwahl 1963 wurde er Berater des Außenministeriums.

## Ehrungen
- 1960: Großes Verdienstkreuz mit Stern und Schulterband der Bundesrepublik Deutschland
- 1967: Orden des Heiligen Schatzes

## Schriften
- Mosukuwa ni Kakeru Niji, Asahi Shimbunsha, 1966

| Personendaten    | Personendaten                         |
| ---------------- | ------------------------------------- |
| NAME             | Matsumoto, Shun’ichi                  |
| ALTERNATIVNAMEN  | 松本俊一 (japanisch)                  |
| KURZBESCHREIBUNG | japanischer Diplomat und Abgeordneter |
| GEBURTSDATUM     | 7. Juni 1897                          |
| GEBURTSORT       | Taiwan                                |
| STERBEDATUM      | 25. Januar 1987                       |